# Microsoft Windows 10X
Microsoft Windows 10X（ウィンドウズ　テン　エックス）は、マイクロソフトが開発するWindows NT系のオペレーティングシステムであり、Windows 10の後継バージョンになる予定だった。

## 概要
2019年10月2日にマイクロソフトによって発表され、当初は未発売のSurface Neoなど、デュアルスクリーンデバイス向けのオペレーティングシステム(以降：OS)として開発された。10Xは2020年にリリースされる予定であったが、後にMicrosoftは2021年5月にプロジェクトが中止されたことを発表した。 Windows 10Xに搭載される予定だった機能やデザインなどは、Windows 11に流用された。
Windows 10XのOSは開発初期段階では、デュアルスクリーンデバイス向けに設計されていたが、新型コロナウイルスのパンデミックによるコンピュータの需要の増加で、2020年にシングルスクリーンデバイス向けへと計画を変更した。

## Windows 10Xの特徴

### 新機能および変更点
Windows 10XはWindows 10 までのモデルとは大きく変更され、新しい機能や強化されたセキュリティを実現し、これらのデザイン変更のいくつかはWindows 11にも搭載された。ユーザーインターフェースの既定テーマは明るいテーマが採用された。

#### タスクバー
Windows 95からWindows 10まで、画面左下に搭載されているタスクバーは画面中央の下に搭載された。マウスで操作するデスクトップ向けの小サイズと、タッチ操作向けの中サイズと大サイズの3種類があった。さらに、タスクバーは自動的に非表示になるため、クリックかタップで表示されるようになった。

#### スタートメニュー
新しくシンプルなスタートメニューが採用され、ライブタイルが廃止され、後継として「アプリのピン留め」セクションが追加された検索ボックスはタスクバーではなく、スタートメニューの上部に移動された。アプリアイコンも刷新され、ウインドウの境界線は丸みを帯びたデザインとなった。

#### クイック設定
アクションセンターが「クイック設定」と名称変更・マイナーチェンジが行われた。ネットワーク/インターネット設定、音量調節、電源オプションなどが、ここに移動した。

#### 初期セットアップ画面
Windows 10Xの新しいユーザインタフェースに適合するように、初期起動時のセットアップ画面が近代的なデザインに刷新された。Cortanaはセットアップの統合機能から外された。
Windows Updateの改善
更新プロセスが改善され、機能更新データがバックグラウンドで自動的にインストールされ、システムの再起動は、必要な場合にのみ行われるようになった。
セキュリティの強化
Windows 10Xでは、新しいセキュリティ機能「State Separation（ステート・セパレーション）」が導入された。従来のWindows OSでは、ユーザーファイルやシステムファイル、アプリケーションファイルなどが1つのパーティション（記憶装置を論理的に区切った領域）に格納されており 、その結果、悪意のあるプログラムがシステムファイルにアクセスしやすい環境になっていた。 この問題を解消するため、システムファイルやアプリケーションファイルなどの重要なデータを読み取り専用パーティション（通常のユーザーやアプリケーションが書き込みできない領域）に配置し、ユーザーファイルは別のアクセス可能なパーティションに分離する仕組みが採用されている 。これにより、ユーザーやアプリケーションはユーザーパーティション内のファイルにのみアクセスできるようになり、システム全体のセキュリティが強化される。

## 開発中止
2021年5月、MicrosftはWindows 10Xの開発を中止したことを発表した。
Microsoft関係者によると、「Microsoftは2021年内にはWindows 10Xをリリースせず、リソースをすべてWindows 10に回すことにした」と話す。また、「Windows 10Xの機能がWindows 10に統合される」可能性を示唆した。
しかし、先述のとおり、これらのインタフェースやスタートメニューのデザインの多くは、同年10月にリリースされたWindows 11に使用された。